# Kolaboracja II
Kolaboracja II – album muzyczny zespołu Dezerter wydany w 1989 roku nakładem wydawnictwa PolJazz pod pierwotną nazwą Dezerter.

## Lista utworów
| Nr  | Tytuł utworu                           | Długość |
| --- | -------------------------------------- | ------- |
| 1.  | „Kolaboracja II”                       | 3:16    |
| 2.  | „Budujesz faszyzm przez nietolerancję” | 3:12    |
| 3.  | „Co oni nam dają?”                     | 2:58    |
| 4.  | „Fabryka”                              | 3:17    |
| 5.  | „Jeszcze żywy człowiek”                | 2:41    |
| 6.  | „Jesteśmy tacy sami”                   | 3:39    |
| 7.  | „El Salvador”                          | 2:01    |
| 8.  | „Nienawiść i wojna”                    | 1:36    |
| 9.  | „Dopiero tuż nad ziemią”               | 5:01    |
| 10. | „Nowe wiadomości”                      | 1:57    |
| 11. | „Rejestr wariatów”                     | 2:22    |
| 12. | „Wystarczy tylko chcieć”               | 2:24    |
| 13. | „Kolaboracja III”                      | 3:04    |
|     |                                        | 37:28   |

## Skład
- Robert Matera – śpiew, gitara
- Krzysztof Grabowski – perkusja
- Paweł Piotrowski – gitara basowa

## Reedycja
W 1997 roku płyta została wznowiona przez QQRYQ Productions i w reedycji umieszczono nagrany na nowo utwór „Budujesz faszyzm przez nietolerancję”, który został w winylowej wersji (1989) okrojony przez cenzurę. Dodatkowo do każdego utworu poza pierwszym i ostatnim, dograno kolejne gitary. „Budujesz faszyzm przez nietolerancję” zostało nagrane na nowo w 1997 roku w składzie:
- Robert Matera – śpiew, gitara
- Krzysztof Grabowski – perkusja
- Tomasz „Toni von Kinsky” Lewandowski – bas, śpiew